# António Manuel Syder Santiago

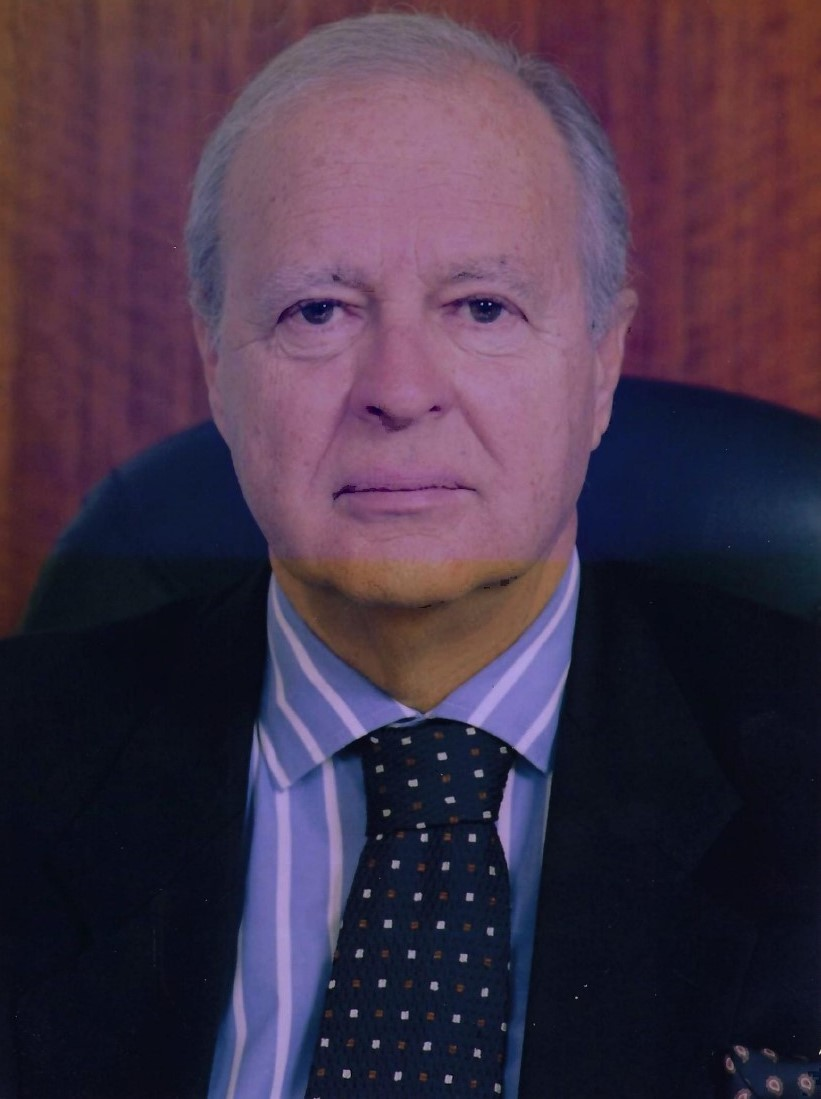
António Manuel Syder Santiago

António Manuel Syder Santiago (Lisboa, 9 de dezembro de 1935 (89 anos)), é um diplomata e embaixador de Portugal.

## Biografia
Nasceu em Lisboa no dia 9 de Dezembro de 1935. Casado com Ana Maria da Câmara Ribeiro Ferreira Syder Santiago, desde 1964.

## Carreira
Em 1964, após concurso, entrou para o Ministério dos Negócios Estrangeiros, como adido de legação. Foi secretário de embaixada em 1967, na Secretaria de Estado; 
Em 1967, convocado para fazer o curso de capitão miliciano de cavalaria, em Mafra, e no Centro de Instrução de Operações Especiais (CIOE), em Lamego; mobilizado para comandar uma companhia de cavalaria no norte de Moçambique de Fevereiro de 1968 a Dezembro de 1969;
Nomeado para adjunto diplomático do Governador Geral de Moçambique em janeiro de 1970; na Secretaria de Estado em setembro do mesmo ano; De 1971 a 1976, na Embaixada junto da Santa Sé como primeiro secretário e conselheiro de embaixada (encarregado de negócios de janeiro a dezembro de 1974). Colocado na Embaixada em Tóquio como encarregado de negócios “ en pied “ de Março de 1976 a Novembro de 1978; auditor do 52 curso do colégio Nato, Roma em Janeiro de 1979; 
Em Setembro de 1979 foi chefe da cifra, na Secretaria de Estado. Cônsul Geral em Nova Iorque em 1981; 
Em 1986 foi Embaixador em Bogotá, acreditado simultaneamente no Panamá, em Quito e em São José da Costa Rica como embaixador. Chefe do Protocolo do Estado em 1989.Embaixador no Luxemburgo em 1995 e em Atenas em 1998; nomeado administrador do ICEP em 2000; na disponibilidade em 2003.
Embaixador de Portugal “Full Rank” do quadro diplomático do Ministério dos Negócios Estrangeiros.

## Condecorações
Possui condecorações de diversos países, entre as quais:
- Grã-Cruz da Ordem do Infante D. Henrique; comendador da Ordem militar de Cristo, de Portugal;
- Grã-cruz da ordem da Coroa de Carvalho, do Luxemburgo; Grã-cruz da ordem Real vitoriana, da Grã-Bretanha; Grã-cruz da ordem de Boyaca, da Colômbia; Grã-cruz da ordem de Dannebrog da Dinamarca; grande oficial da Ordem do Sol Nascente, do Japão de S. Gregório Magno e de S Silvestre da Santa Sé;
- Cavaleiro da Ordem Militar e Soberana de Malta;
- Comendador da Ordem do Santo Sepulcro;
- Medalha das Campanhas do norte de Moçambique;